# Athény

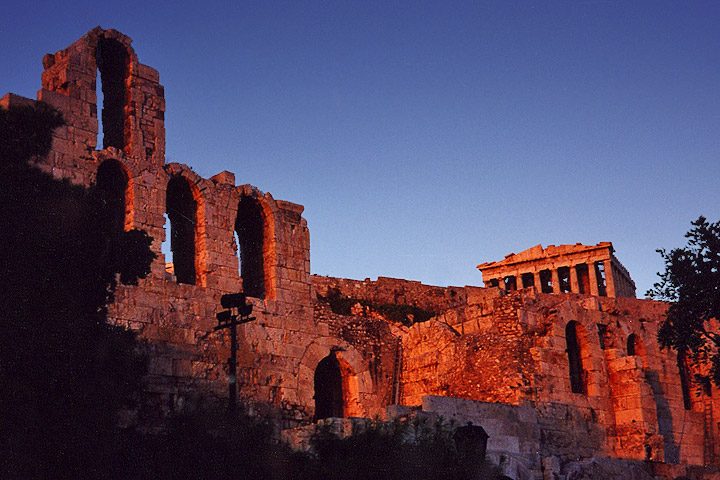
Athénská Akropolis je se svými starověkými památkami hlavní turistickou atrakcí města

Athény nebo Atény (řecky  Αθήνα, [aˈθina]) jsou hlavním a největším městem Řecka. Rozkládají se na poloostrově Attika poblíž Sarónského zálivu. Žije zde přibližně 643 tisíc obyvatel. S okolními městy, jako je například přístav Pireus, vytvářejí aglomeraci čítající přes 4 miliony obyvatel (zhruba 35 % celé populace Řecka).
Jsou jedním z nejstarších měst na světě. Starověké Athény byly mocným městským státem, kolébkou západní civilizace, filozofie a demokracie. Svědkem slavné antické éry jsou památky jako Parthenón na Akropoli. Na byzantskou éru upomíná klášter Dafnion, který je spolu s Akropolí jednou ze dvou athénských památek zapsaných na seznamu Světového dědictví UNESCO. Roku 1834 se Athény staly hlavním městem moderního Řecka. V roce 1896 se v Athénách konaly první novodobé olympijské hry, které navázaly na antickou tradici.
Dnes jsou Athény jedním z největších ekonomických center v jihovýchodní Evropě. Jejich přístav Pireus je největším osobním přístavem v Evropě a druhým největším na světě. Athény jsou také nejjižnějším hlavním městem evropské pevniny a nejteplejším velkým městem v Evropě. Národní archeologické muzeum schraňuje největší světovou sbírkou starořeckých památek.

## Historie

### Starověk
Vznik Athén spadá až do 3. tisíciletí před naším letopočtem. Kolem roku 1400 př. n. l. byl na Akropoli jako první vybudován královský hrad. Písemně doložené dějiny Athén začínají v 8. století před naším letopočtem. Stát byl tehdy řízen šlechtou. Během času však získávali do té doby bezprávní rolníci a řemeslníci stále více svobody a možností spolurozhodování. Ještě předtím, v roce 621 př. n. l. zaznamenal Drakón tehdy platné zákony. Avšak Drakón stanovil tak přísné tresty za majetkové přečiny, že se staly příslovečnými jako „drakonické“. I za pouhou krádež obilí byl trest smrti. Podstatou Drakontových zákonů bylo rozlišení úmyslného zabití (vražda) a neúmyslného zabití. V prvním případě se výkon spravedlnosti ponechával na jednotlivých rodech, ve druhém případě výkon spravedlnosti přecházel na stát, který za neúmyslné zabití stanovoval náhradu (dobytek, otrok).
Významným mezníkem v dějinách Athén byl rok 594/593 př. n. l., kdy byla zavedena Solónova ústava, jež umožnila všem občanům podílet se na soudní moci. Obyvatelstvo bylo rozděleno podle velikosti majetku do čtyř tříd, z kterých všechny se mohly zúčastňovat na volbách, ale do úřadů mohli být voleni jen příslušníci prvních dvou tříd (pentakosiomedimnoi a hippeis). Také zřídil radu pěti set, takže se rozšířila účast na politické moci pro nové vrstvy obyvatelstva (obchodníci, řemeslníci).
V roce 547 Peisistratos nastolil osobní vládu (tyrannis), za jeho vlády dosáhly Athény významný rozvoj. Začal budovat chrám na Akropoli, zasvěcený ochranné bohyně Athéně (hekatonpedon – stostopý chrám – měl na délku sto stop, tedy asi 33 m). Později ho dal přestavět Periklés, na jeho místě vznikl Parthenón.
Vrcholu demokracie dosáhly Athény za vlády Periklovy. V tomto „zlatém období“ v Athénách působil filozof Sókratés a představitelé antické tragédie jako např. Sofoklés, Aischylos nebo Eurípidés.
Několik let po Periklově smrti v roce 429 př. n. l. se dominantní postavení Athén v Egejské oblasti zhroutilo. Aristokracií ovládaná Sparta a její peloponéští spojenci porazili Athény v peloponéské válce. V následujícím století byly Athény stále ještě významným městem, ale již nikoli politickou velmocí. Ke kulturnímu úpadku ovšem nedošlo – 4. století bylo dobou velkých filozofů.
Když si Římané v roce 146 př. n. l. podmanili Řecko, Athény ušetřili. Římané ovšem řeckou kulturu podporovali a proto jejich nadvláda vedla možná trochu paradoxně ke kulturnímu rozmachu a hospodářské prosperitě Athén. císaři Hadrián a Nero Athény navštívili a obdivovali je. Hadrián dokončil chrám Dia Olympského a vybudoval novou čtvrť. Budoval zde akvadukty, lázně a různé jiné veřejné stavby. Athéňan Héródés Attikos se stal římským senátorem a v Athénách pod Akropolí postavil velké divadlo Odeon Heroda Attika, které v Athénách stojí do dnešních časů.
Ve 3. a 4. století Řecko i s Athénami vyrabovali Gótové, v 5. století Hunové. Řekům se v těch dobách nedařilo bránit proti barbarům. Už od 1. století se v Athénách uchytilo křesťanství, které bylo v roce 392 uznané oficiálním náboženstvím Římské říše, a tím se zhroutil pohanský význam Athén. V roce 395 se Athény s celým Řeckem stávají součástí Východořímské říše (posléze nazývané Byzantská říše). Starověké dějiny Athén končí někdy v 6. století.

### Středověk
Střední Řecko patřilo k významným a vyspělým částem Byzantské říše. Většina obyvatel poloostrova Attika, ostatně stejně jako dnes, žila ve městě Athény. Stejný princip fungoval i v zbytku Řecka, kde se lidé také soustřeďovali ve velkých městech. V té době nastal hospodářský rozkvět Athén, kulturní funkci však převzala Konstantinopol. V 6. století napadli Řecko Slované, dobyli i Athény, ale neusadili se zde, pokračovali na poloostrov Peloponés. V 9. století žili obyvatelé i následkem slovanských výpadů (kteří v té době byli již poraženi) většinou na venkově a z Athén se stalo nevýznamné městečko. Nový rozmach Athén nastal až ve 12. století, kdy se sem vracelo řecké obyvatelstvo, byla obnovena starověká agora a postaveny křesťanské kostely, ve městě se začalo rozvíjet byzantské umění. Ránou bylo zničení Byzance křižáky, kteří z Athén udělali Athénské vévodství. Poloostrov Atiku na podnět Evropanů osídlili Arvanité hovořící albánským dialektem. Tito Arvanité byli pravoslavného vyznání, stejně jako původní Řekové, a tak se po příchodu do Řecka začali prohlašovat za Řeky. Attičtí Řekové s Arvaniti splynuli a albanizovali se. V 15. století Athény, které v té době byly opět malým městem, dobyli mohamedáni z Turecka.

### Turecká nadvláda
Turci si v Pantheonu zřídili mešitu, zničili chrám bohyně Athény a z Akropole vytvořili pevnost na obranu proti Benátčanům. Když Benátčané ostřelovali Akropoli, tak zasáhli skladiště munice v chrámu, který vybuchl a v této podobě zůstal dodnes. V roce 1822 Řekové za války o nezávislost dobyli tureckou pevnost na Akropoli a Turky z Athén vyhnali, už v roce 1826 však byli Turci zpátky, když se jim podařilo potlačit řecké povstání. V roce 1830 Řecko vyhlásilo nezávislost a Athény, z kterých odtáhli Turci, byly připraveny na nové období slávy.

### Moderní dějiny
V roce 1834 řecký král Ota I. Řecký přemístil hlavní město z Nafplia do Athén. Ty měly v té době snad jen 5–11 tisíc obyvatel, žili tady hlavně křesťané, Řekové a Arvanité a muslimové, Řekové, Turci, Albánci. V Athénách se začaly usazovat úřady a různé instituce a s nimi i Řekové z různých částí Řecka a Malé Asie.
Město bylo znovu zbudováno, postavil se královský palác, dnešní Helénský parlament, Národní knihovna, Athénská městská hala, Zappeion, budova parlamentu (dnes Helénské národní muzeum), Národní zahrada, dnešní prezidentský palác a mnoho dalších budov. Na začátku 20. století tak byly Athény opět osídlené převážně řecky hovořícím obyvatelstvem. Definitivní pořečtění přišlo v roce 1923, kdy se uskutečnila řecko-turecká výměna obyvatel, v rámci které do Řecka z Anatólie přišly přibližně 2 milióny etnických Řeků, z nichž se více než 400 000 usadilo v Athénách a blízkém okolí, kde založili města, která se později stala součástí Athén a dnes tvoří jejich městské části Nea Ionia, Nikea, Nea Smyrni, Nea Chalkidona, Nea Erythrea, Nea Filadelfia, Kalithea nebo Argyrupoli.
V následujících obdobích se mnoho Řeků většinou ze středního Řecka a poloostrova Peloponés stěhovalo do Athén za lepším životem a z Athén se stalo milionové velkoměsto evropského významu.
Po rozpadu SSSR se sem přistěhovalo i mnoho etnických Řeků z bývalých sovětských zemí, z Albánie a Polska. Mnoho Řeků dnes žije v Athénách pouze v zimě a na léto se vracejí do oblastí Řecka, z kterých pocházejí.

## Architektura
Architektura města Athény je stejně kosmopolitním jako Athény samotné. Je možné zde obdivovat zachovalé původní starořecké památky, památky na dobu římského impéria, byzantské svatyně a stejně tak zde můžete sledovat vývoj moderní řecké architektury. Mnoho důležitých budov postavených převážně na konci 19. století bylo navrženo jako kopie antických staveb. Náměstí a parky obohacují sochy řeckých bohů, filozofů, hrdinů bojů za samostatnost Řecka. Většina těchto soch je v antickém stylu. Typickou architekturou athénského 21. století je Olympijský stadión. Zajímavými jsou i jednoduché domky běžných obyvatel postavené v posledních desetiletích.

## Doprava
Athény jsou centrem národního železničního systému země Hellenic Railways Organization (OSE), který spojuje hlavní město s velkými městy v Řecku. Příměstská železniční síť (Proastiakos Athens) propojuje město Athény s jeho metropolitní oblastí a s dalšími oblastmi mimo Attiku. Metropolitní oblast Athén je obsluhována dálniční sítí mýtné dálnice Attiki Odos (A6). V Athénách začínají dvě hlavní dálnice Řecka. Dálnice A1/E75 směřuje na sever k druhému největšímu řeckému městu Thessaloniki (Soluň) a na hraniční přechod Evzonoi. Státní silnice GR8a/E94 směřuje na západ, směrem ke třetímu největšímu řeckému městu Patras (Patry).
V Athénách jezdí všechny druhy hromadné městské dopravy, tramvaje, trolejbusy, autobusy, metro a lanovky. Athénské metro bylo dokončeno až v roce 2000, denně přepraví okolo půl milionu lidí. V centru Athén, v zóně Daktylios, v obzvlášť horkých dnech platívá pravidlo, že je povoleno vjíždět pouze vozidly se sudými nebo lichými čísly na SPZ.
V oblasti je mezinárodní letiště (evropské letiště roku 2004), významný je také přístav Pireus, který zajišťuje trajektové spojení pevninského Řecka s jeho ostrovy i okolním světem, zároveň je také přístavem vojenského námořnictva.

## Údaje o městě
- Hlavní město Řecka a světová metropole.
- Athény mají vlastní letiště, přístav a tři linky metra, které spojují rozsáhlé části města, zajišťují dopravu například i k přístavu Pireus.
- Celá aglomerace se skládá z 38 osad, kde dohromady žije 3,5 milionu obyvatel, z čehož pouhých 40 % tvoří Řekové.[15] Je zde mnoho Albánců a Poláků, kteří sem přišli počátkem 90. let, po pádu železné opony.
- Na ulicích zde jezdí na 4 000 autobusů a nejméně 14 000 taxíků. Obyvatelům města slouží také nepříliš rozsáhlá tramvajová síť.
- Ve starověku zde byl uctíván bůh plodnosti, vína a veselí Dionýsos a bohyně moudrosti a věd Athéna.
- Dnes zde můžete navštívit 140 divadel – což je více než v Londýně.[16]
- Hustota osídlení je velmi vysoká, čtvrť Kipseli na severu Athén je po Hongkongu nejhustěji osídlené území na světě.[15]
- Podle Světové zdravotnické organizace je to nejhlučnější město na světě, Athény patří mezi města s nejnižším poměrem zelených ploch na osobu v Evropě – oficiálně mají jen dva čtvereční metry zeleně na obyvatele.[15]

## Sport

### Athény olympijské

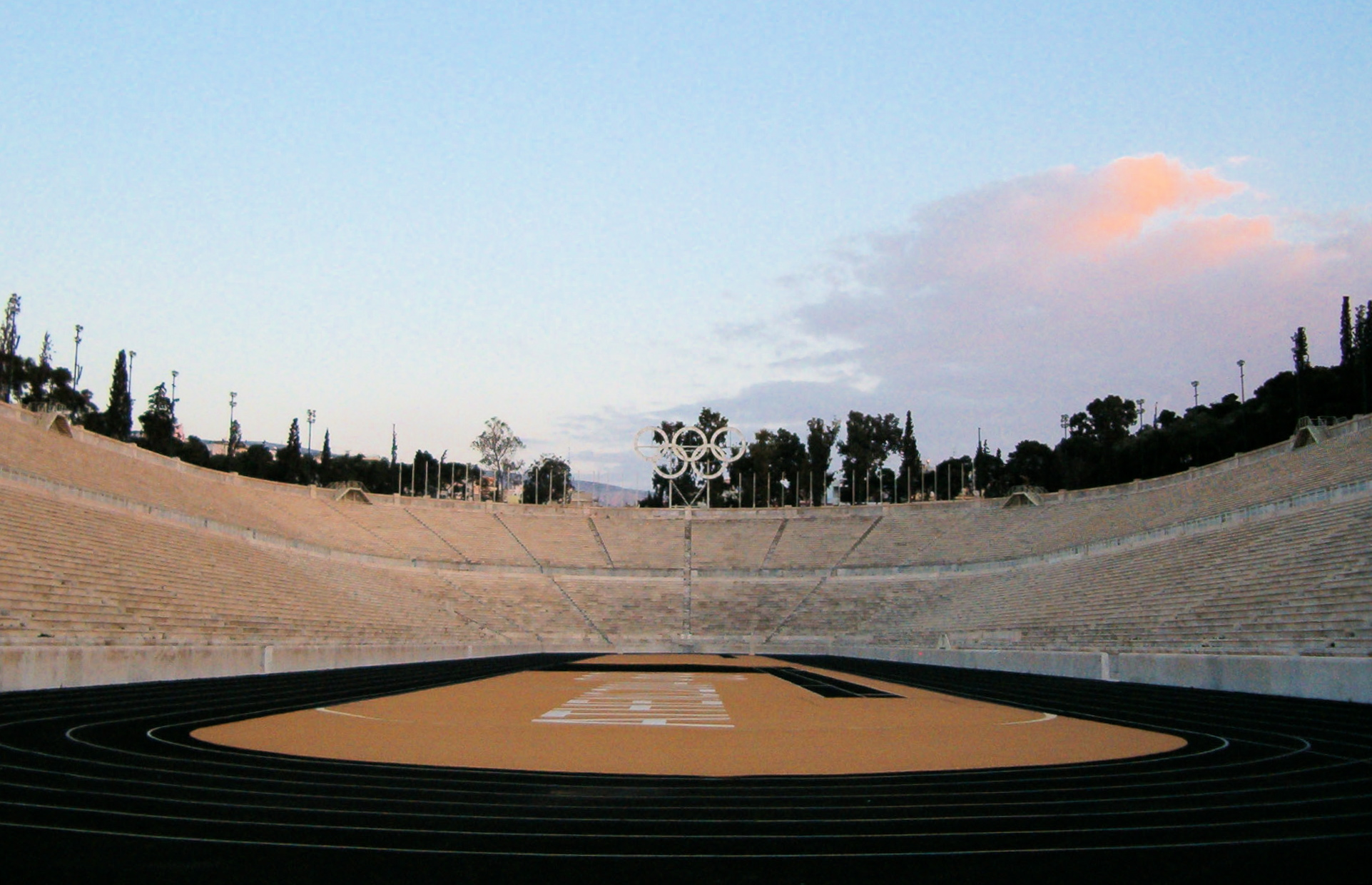
Antický Panathénajský stadion byl dějištěm olympijských ceremoniálů a soutěží olympijských her v letech 1896 i 2004

Athény hostily dvakrát letní olympijské hry: I. v roce 1896 a XXVIII. v roce 2004. Roku 1906 byly Athény dějištěm tzv. Meziher, které byly reakcí na neúspěšné hry v Saint Louis z roku 1904.
Hry 2004 přinesly městu:
- 65 000 nových stálých pracovních míst
- Bylo postaveno 120 km nových silnic
- Bylo vysazeno 290 000 nových stromů
- Bylo postaveno nové mezinárodní letiště (Athens International Airport Eleftherios Venizelos), druhé ve městě
- Bylo postaveno Athénské olympijské tenisové centrum, seskupení 16 tenisových kurtů
- Byla postavena linka athénského metra a postaveno 24 km tramvajových tratí
- Byl renovován Olympijský stadion (Olympiakó Stadio Athinon „Spyros Louis“)
- Nárůst cestovního ruchu
- O 35 % se zvýšila kvalita životního prostředí[zdroj?]

### Ostatní
V aténské aglomeraci sídlí 3 nejúspěšnější řecké fotbalové kluby: Olympiakos Pireus, Panathinaikos a AEK Atény. Stejné kluby se těší popularitě i v basketbalu. Dalšími kluby jsou Panionios a Atromitos.
Sídlí zde tenisový klub Athens Lawn Tennis Club.

## Kultura
- Dětský pěvecký sbor města Athény Rosarte Choir
- Umělecké muzeum Národní galerie – Muzeum Alexandrose Sutzose

## Významné athénské stavby

### Park Zappion
Klasicistní budova Zapion, kde se pořádají výstavy a kongresy. Při olympiádě zde bylo tiskové středisko.

### Olympeion

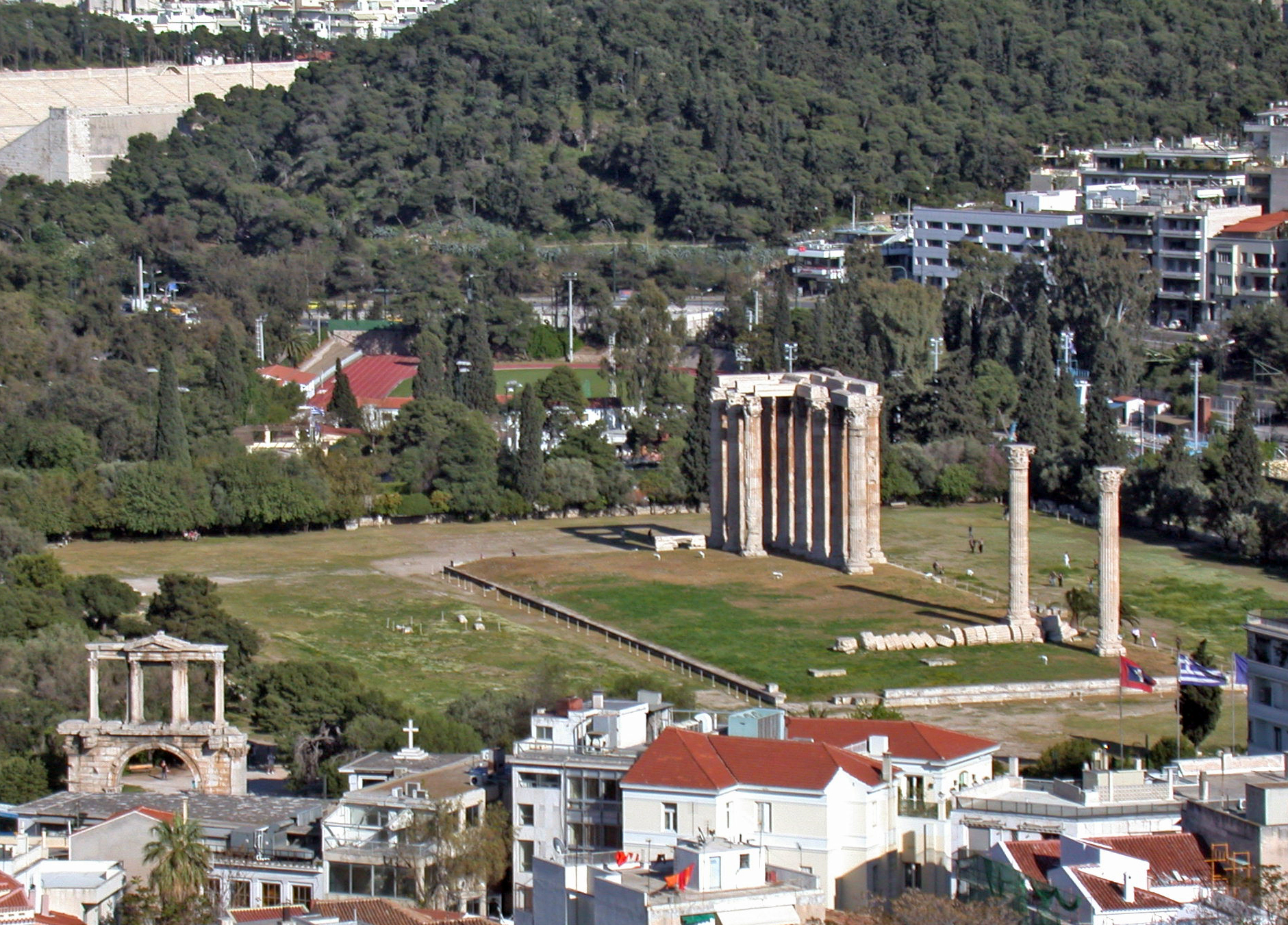
Olympeion a Hadriánův oblouk pohledem z Akropole

Chrám Olympeion je největší dochovaný v Řecku. Z původních 104 korintských sloupů se dochovalo jen patnáct o výšce 17 metrů. Na délku chrám čítal asi 96 m a na šířku zhruba 40 m.

### Hadriánův oblouk
Je téměř 1900 let starý a pochází z počátku našeho letopočtu. Tehdy, pod římskou nadvládou, nechal císař Hadrián rozšířit město o celou jednu městskou čtvrť. Brána stojí na hranici mezi Starým a Novým městem. Směrem k Akropoli na ní je napsáno „Toto je město Théseovo, staré město“ a na druhé straně je napsáno „Toto je město Hadriánovo, nikoli Théseovo“.

### Dionýsovo divadlo
V Dionýsově divadle pod Akropolí (nejstarším známém divadle na světě) bývaly premiéry Aischylových, Aristofanových, Euripidových a Sofoklových her. Od 6. století př. n. l. zde staří Řekové každoročně uctívali tancem a zpěvem boha plodnosti, vína a veselí Dionýsa. V roce 534 př. n. l. se těchto oslav zúčastnil jistý Thespis. Postavil vedle jednoho sboru jiný – tak se zrodil dialog a tím i divadlo. V těchto dobách sledovali diváci hru ještě ze svahu kopce. Pojalo až 17 000 diváků. Poté zde byly zbudovány dřevěné lavice a ty byly v roce 330 př. n. l. nahrazeny kamennými a divadlo dostalo přibližně dnešní podobu.
Za doby panování císaře Nerona bylo divadlo upraveno, aby se zde mohly konat gladiátorské hry a zápasy. Z této doby pocházejí také reliéfy na předscéně, které zobrazují mytické výjevy: vlevo zrození Dionýsa a vedle oběť bohu, vpravo uctívání boha bohy a lidmi.

### Odeon Heroda Attica
Odeon (či Odeum) se nachází na jihozápadním svahu pod Akropolí. Herodes Atticus nechal Odeon postavit v roce 161 n. l. jako památník své manželce. Stavba má hlediště vytesané do skály a třípodlažní fasádu oblouků.

### Akropolis

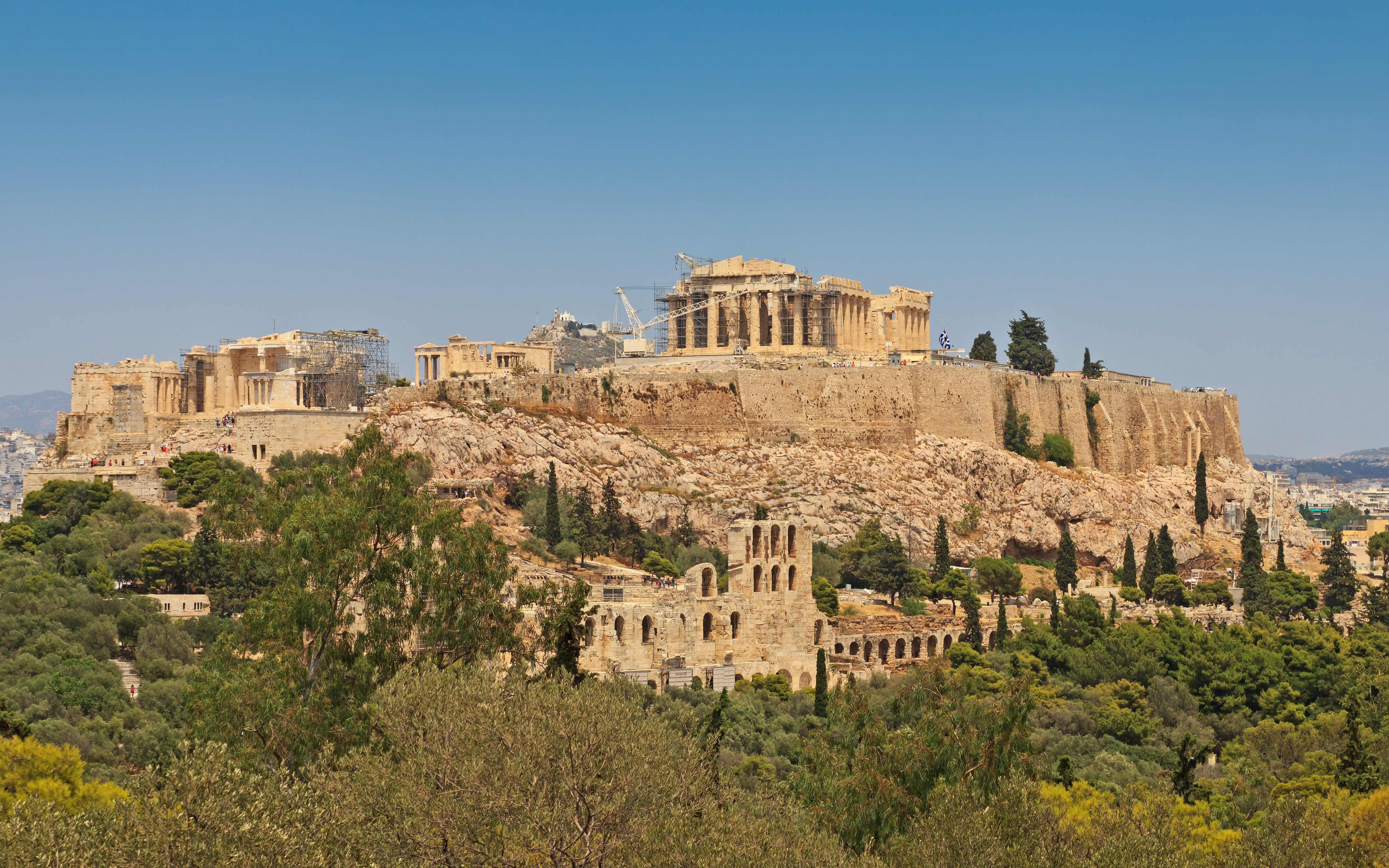
Dominantou Athén je Akropolis a dominantou Akropole Parthenon

Stejně jako je Pražský hrad symbolem a dominantou Prahy, je Akropolis dominantou a symbolem Athén. Akropole byla ve starověku a pak i ve středověku díky své poloze pevností.
Akropolis byla zejména náboženským centrem obce, ale také přirozeným opěrným bodem v Athénách, o který se opírali ti, kdo chtěli Athény ovládat silou. Byla opevněna již předchůdci Řeků v Attice – Pelasgy. Zbytky jejich mohutného opevnění je možno vidět ještě dnes. Největší rozmach stavební činnosti na Akropoli spadá do doby největšího rozmachu Athénské moci – do doby Periklovy. Tehdy byly postaveny stavby, nad kterými musíme stát v úžasu ještě dnes, kdy již leží v rozvalinách. Působí na nás nejen svoji mohutností, ale i vyspělým estetickým dojmem.
Na Akropoli tehdy stálo podivuhodné umělecké dílo – socha Pallas Athény, ochránkyně města. Geniální sochař Feidiás ji vytvořil ze zlata a slonoviny, avšak Athéňané jej obvinili, že zpronevěřil zlato určené na její výzdobu. Zklamaný umělec se odstěhoval a založil svoji dílnu v Olympii. Její prokazatelně pravé zbytky našli archeologové ve 20. století.
Planina na Akropoli je 300 metrů dlouhá a 150 metrů široká.
Parthenon – začal se budovat v roce 447 př. n. l. Ústředním bodem Parthenónu byla obří socha Athény o výšce 11m, chrám měl rozměry asi 70 × 31 m. Při obléhání Akropole Benátčany došlo k zasažení Parthenónu, ve kterém Turci zřídili prachárnu, dělovou koulí a následné explozi, která chrám značně poničila.
Erechteion – zbudován v letech 421–406 př. n. l. na nejposvátnějším okrsku Akropole. Na jeho místě stály původně tři samostatné chrámy, které byly po přestavbě sloučeny do jedné stavby, ale byl zachován jejich původní půdorys. Na severní straně chrámu je předsíň, střechu které drží šest soch půvabných dívek – karyatidy.
Propylaie - vstupní monumentální mramorové schodiště a brána s pěti vstupy, které se na noc, případně v nebezpečí zavíraly a Akropole se měnila na pevnost. Dnes nesou jméno Boulého pevnostní brána je pojmenovaná podle jejího francouzského objevitele v minulém století, Boulého.
Muzeum Akropole – muzeum, patří mezi nejkrásnější a co do sbírek nejbohatší muzea světa,[zdroj⁠?!] zabývající se antikou. Mimo jiné se zde nacházejí i tyto sochy:
- Moschoforos – muž, který nese jalovici. Mimořádně jemná soška vousatého mladého muže, který nese na zádech tele jako oběť bohyni Athéně. Socha pochází z roku 570 př. n. l.
- Karyatidy – panny, podpírající střechu průčelí Erechtheionu.
- Erechtheus – prastarý athénský bůh s horní částí mužskou, s dolní v podobě hadího těla – symbol původního autochtonního (domácího) božstva

### Athénská agora
Centrum antických i dnešních Athén tvoří starověká Agora. I když pojem agora znamená tržiště, v žádném případě to ani dnes, natož v dobách největší slávy, nebylo jen obchodní centrum. Stály zde administrativní budovy, chrámy i soudy. Zde mohl občan města najít veřejné služby i vše, co potřeboval k běžnému životu. Tady se nakupovalo a prodávalo, ale zároveň se dělala politika, pomlouvala vláda i bližní.

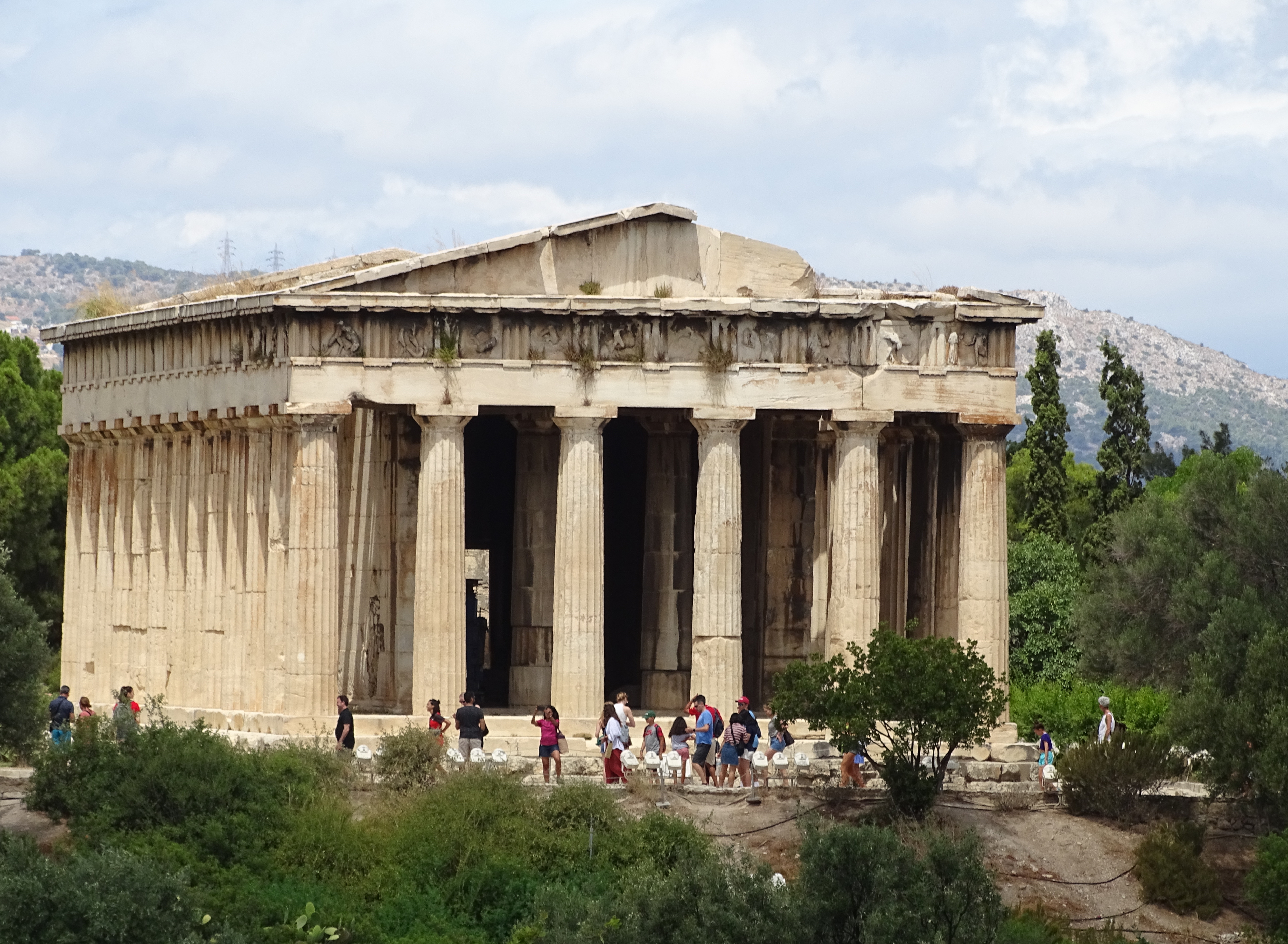
Hefaistův chrám (Theseion-Hefaisteion) patří mezi nejzachovalejší antické památky

Nejstarší památky můžeme datovat až do neolitického období, obdivovat můžeme památky od klasického období až po kostel z 11. století našeho letopočtu.
- Chrám Théseion-Héfaisteion

Tento chrám je zasvěcen bohu Héfaistovi a ochránkyni města, bohyni Athéně. Byl vybudován roku 449 př. n. l. a je dnes nejzachovalejším antickým chrámem vůbec.
- Řecká agora

Stojí nedaleko Římské agory a je to centrum Athén za doby řecké nadvlády. V severozápadní částí se nachází Theseion, čili Hefaisteion, v jihovýchodní části Stoa poikylé (Malovaná stoa), zrekonstruovaná po 2. sv. válce Američany. Nacházely se zde údajně první veřejné záchodky na světě. Nyní zde sídlí Muzeum Staré Agory.
- Věž větrů

Jedná se o kombinace vodních a slunečních hodin – DUBIN (2001). Tato osmiboká stavba má na každé ze svých stran (ukazují do čtyřech světových stran) reliéfy příslušných větrů.
- Mitrópoli

Katedrála, kterou nechal vystavět první řecký král Ota I. v letech 1840 až 1862. Uvnitř se nachází ostatky sv. Filothéi a sv. Řehoře.

## Známé osobnosti
Od antiky (filosofové Sókratés, Platón nebo Aristotelés, historik Hérodotos), přes středověk (byzantská císařovna Irena) až po současnost (objevitel Tróji Heinrich Schliemann, řečtí králové Konstantin I. Řecký a Pavel I. Řecký) jsou Athény rodištěm významných osobností.

## Partnerská města
- Athens, Spojené státy americké (1973)
- Barcelona, Španělsko (1999)
- Bejrút, Libanon
- Bělehrad, Srbsko (1966)
- Betlém, Stát Palestina (1986)
- Bukurešť, Rumunsko
- Cuzco, Peru (1991)
- Chicago, Spojené státy americké (1997)
- Istanbul, Turecko
- Jerevan, Arménie (1993)
- Káhira, Egypt
- Kluž, Rumunsko
- Kyjev, Ukrajina
- Lisabon, Portugalsko
- Los Angeles, Spojené státy americké (1984)
- Lublaň, Slovinsko
- Moskva, Rusko
- Neapol, Itálie
- Nikósie, Kypr (1988)
- Paříž, Francie (2000)
- Peking, Čína (2005)
- Cali, Kolumbie
- Soul, Jižní Korea (2006)
- Sofie, Bulharsko
- Tbilisi, Gruzie
- Tirana, Albánie
- Varšava, Polsko
- Washington, D.C., Spojené státy americké (2000)
- Si-an, Čína